# Galliano (Louisiane)
Pour les articles homonymes, voir Galliano.
Galliano est une census-designated place de la paroisse de La Fourche, en Louisiane, aux États-Unis. 